# 泥化石
泥化石（どろかせき, 英語：mud fossil）とは、太古の昔に存在していた生物が石になったものであると考えられ、過去の時代の痕跡であると思われる。2025年現在、科学的に認められていない。

## 解説
石としての泥化石は、古代遺跡の周辺で見つかっており、巨人の泥化石や恐竜の泥化石がある。また、巨人が横たわっているように見える山や動物に見える岩は、泥化石だといわれている。泥化石は、太古に生きていた動物や巨人が一瞬で石化したと推測されている。
なお、珪化木という植物の化石は、地層の圧力で樹木が長い年月をかけて石になったもので、科学的に化石と認められている。

## 泥化石一覧

### 巨人(伝説の生物)
スリーピング・ジャイアント・カシュ
　　トルコのアンタルヤ県のカシュにあるウユヤン・デヴ（眠れる巨人）と言われている地形は標高480mの山であり、その見た目から泥化石（mud fossil）と関連づけられることもある。また、古代の伝説と言われる物語があり、一つ目は「フェルルスとメギスティ（現在のカステロリゾ）という隣り合う2つの島に、互いに深く愛し合う2人の巨人が住んでおり、彼らが会うことができるのは、潮が2つの島を結びつける時だけで、時代が変わり、世紀が経つにつれ、潮は上昇しなくなり、この二人は再び会うまで長い眠りにつきました。」という話で、二つ目はウユヤン・デウはゼウスに罰せられたプロメーテウスだったという伝説がある。
ペトログリフ・エル・サンソン・ドルミード
　　ペルーのパスコにある山で、泥化石支持者に巨人だったと言われることがある。サンソン・ドルミードは「眠るサンソン」と言う意味で、名前から考えて旧約聖書のサムソンと関係があると思われる。
ジェベル・ムーサ(モロッコ)
　　モロッコにある標高851ｍの山で、ラ・ムヘール・ムエルタ（死んだ女性）としても知られている。

#### スカル・ロック（カリフォルニア州）
アメリカ、南カリフォルニア州、ジョシュア・ツリー・国立公園にある髑髏のような岩。

#### ハラクブトの顔
ペルー、アマラカエリ共同保護区の巨大な顔に見える岩で、

#### シエラネバダ山脈の巨大な指
アメリカ、シエラネバダ山脈にある巨大な指に見える岩。

#### ジャイアント・ワトンガ・ロック
オーストラリアのポート・マッコーリー・ライトハウス・ビーチの巨人が横たわっているように見える岩。

#### エレファント・トゥーズ・恐竜国定記念碑
アメリカ、ユタ州の恐竜国定公園にある巨大な足に見える岩。恐竜国定公園は、ステゴサウルスやアパトサウルスなどの恐竜の化石が産出することで知られ、1915年に設立した。

#### スプリングキャニオン公園（コロラド州）
アメリカ、コロラド州のスプリングキャニオン公園にある巨大な足。

#### エレファント・ロックス・州立公園
アメリカ、ミズーリ州の巨大な顔に見える岩で、成分は花崗岩。

#### ナリス・デル・ディアブロ
エクアドルの巨大な顔に見える山。

#### セロ・デル・ムエルト
メキシコにある山で、巨人のように見える。

#### マイモーニの顔
イタリア、サルデーニャ島にある巨人に見える山。

#### ケープタウンの巨人に見える山
南アフリカ、ケープタウンにある巨人に見える山。

#### マゴッグ・ロック
アメリカ、コロラド州にある人の顔のような岩。

#### ゴルゴタの丘
ゴルゴタの丘には人の顔、髑髏に見える部分がある。

#### ノースウエスト準州の足跡に見える湖
カナダ、ノースウィスト準州の巨大な足跡に見える湖。

#### マンププニョルの巨石群
ロシア、ウラル山脈の西部、コミ共和国の南東の端に立つ７本の奇岩。

### 動物
エレファントロック
イタリア、ロッチャ・デッレレファンテ公園にあるゾウに見える岩。高さは約4メートル（13フィート）。
エレファントロック(ハワイ)
ハワイにあるゾウに見える島。

#### エレファントロック（アイスランド）
アイスランドのヴェストマン諸島のヘイマエイ島にある巨大な象に見える岩。

カッパドキアのラクダ岩
トルコのカッパドキアにあるラクダに見える岩。
クヴィートセルクル
　　アイスランドの巨大な岩。

#### イル・ガッロ・ルンゴ
イタリアのカンパニア州にあるイルカに見える島。

#### ハリスビーチ州立公園
オレゴン州の鳥に見える岩。

#### イーグルマウンテン
イランにある鷲に見える山。

#### ライオンロック・ピハ・ビーチ
ニュージーランドのライオンに見える岩。

タッシリ・ナジェール国立公園のハリネズミ岩
サハラ砂漠にあるハリネズミに見える奇岩。

#### ホースヘッドロック（オーストラリア）
オーストラリアのニューサウスウェールズ州にある馬のような形をした岩。

#### ナーガ洞窟（タイ）
タイのプンカーン県のプーランカー国立公園にある巨大な蛇のように見える岩。

#### タートルロック（オレゴン州）
アメリカ、オレゴン州、ゴールドビーチにあるカメに見える岩。

#### プー・シン・ヒン・サーム・ワーン（タイ）
３頭のクジラに見える巨岩。

#### 亀岩（モンゴル）
テレルジ国立公園のカメのような形をした岩。
イーグルロック(カリフォルニア州)
　  アメリカ、カリフォルニア州の鷲に見える巨大な岩。

クリスタルマウンテンのドラゴン
エジプト、クリスタルマウンテンにあるドラゴンに見える岩。
南エジプトのドラゴンヘッド山
　　シナイ砂漠にあるドラゴンの頭部に似ている岩山で、この地形は数千年にわたる風化と侵食のプロセスによって形成されたものだとされる。

#### トカゲ岩（島根県）
隠岐の島町にある巨大なトカゲに見える岩。

### 巨大なきのこ
チゲウ・エネディ・シャハラ
　　アフリカ、チャド共和国、エネディ山地にある巨大なキノコに見える岩。キノコのつばとされる部分も残されている。

ティムナパーク
イスラエルのティムナパークにある巨大なキノコに見える奇岩。
ビスティ/デナジン荒野
アメリカ、ニューメキシコ州にある奇岩群。

#### マッシュルーム・ロック州立公園
アメリカ、カンザス州北部にあるキノコのような奇岩で、高さ約６m。

#### オロテッリ・マッシュルーム・ロック
イタリアにあるキノコに見える岩。

#### プー・プラ・バート歴史公園
タイ、ウドンタニ県にある公園内はキノコ型の奇岩が存在する。
エジプトのマッシュルーム岩
エジプトにある巨大なキノコにみえる奇岩。
傘岩(恵那峡)
岐阜県、恵那峡にある傘岩はキノコのような形をしている。
キノコ岩(三重県)
三重県、鈴鹿山脈にあるキノコに見える岩。

#### キノコ岩（福島）
浄土松公園のキノコに見える奇岩群。

### 巨大な実
カザフスタンの巨大な実
カザフスタン、マンギスタウ州にある種のような岩で最大のものは４ｍある。
スプリット・アップル・ロック
ニュージーランド南島北部にある巨大な実のような岩。